# تيلفيزا
مجموعة تيليفزا (بالإسبانية: Grupo Televisa) شركة إعلامية مكسيكية، يرجع تاريخ تأسيسها لعام 1955، وتعد من أكبر الشركات الإعلامية في أمريكا الإسبانية. وكذلك الأولى في الدول الناطقة بالإسبانية، يقع مقرها في العاصمة المكسيكية مكسيكو سيتي.
تشارك الشركة في إنتاج ونقل البرامج التلفزيونية، والبثّ التلفزيون بالاستقبال المجاني والمدفوع عبر الكابل والأقمار الصناعية، وتعرض البرامج السياسية، وتنشر وتوزع المجلات، بالإضافة إلى إنتاج ونقل البرامج الإذاعية، وأيضا نقل الأحداث الرياضية والترفيهية، إنتاج وتوزيع الأفلام، كما تشارك في صناعة الألعاب و الرسوم المتحركة.

## قنوات تلفزيونية
- قناة النجوم (بالإسبانية: El Canal de las Estrellas)
- القناة الخامسة (بالإسبانية: Canal 5)